# 마이크 D
마이클 다이아몬드(영어: Michael Diamond, 1965년 11월 20일 ~ )는 마이크 D(영어: Mike D)로 더 잘 알려진 미국의 래퍼, 음악가, 음악 프로듀서이다. 그는 힙합 그룹 비스티 보이즈의 창립 멤버로 가장 잘 알려져 있다. 보컬 외에도 마이크 D는 비스티 보이즈와 드럼도 연주했다. 프로듀서로서, 그는 많은 리믹스를 했고 포르투갈. 더 맨과 슬레이브스와 같은 가수들을 위한 음반을 제작했다.

## 어린 시절
다이아몬드는 뉴욕에서 미술품 딜러인 해럴드 다이아몬드와 인테리어 디자이너이자 미술품 수집가인 헤스터 다이아몬드 사이에서 태어났다. 그는 빌럼 데 쿠닝, 마크 로스코, 바넷 뉴먼의 작품을 포함한 예술 작품에 둘러싸여 자랐다. 그는 예술 지향적인 세인트 앤 학교와 월든 학교에 다녔다. 그의 부모가 50년 이상 살았던 어퍼웨스트 사이드에 있는 다이아몬드의 어린 시절 집은 1983년에 보수되었고, 2022년 5월 현재 1,950만 달러에 등록되어 있다.

## 경력
1979년, 다이아몬드는 밴드 영 어보리지니즈를 공동 창단했다. 1981년, MCA로 알려진 아담 요크가 베이시스트가 되었고, 당시 기타리스트였던 존 베리의 제안으로 밴드 이름을 비스티 보이즈로 바꾸었다. 1983년 애덤 호로비츠(AD-록)가 합류했고 그들의 사운드는 펑크에서 힙합으로 옮겨가기 시작했다.
1992년, 다이아몬드는 비스티 보이즈의 지금은 없어진 레코드 레이블인 그랜드 로열을 설립했다. 그는 또한 인테리어 디자인에도 관심이 있고 브루클린 테마의 화장실 벽지를 디자인했고, 2013년 1월에 재개장한 첼시의 마키 나이트클럽의 리노베이션에 사용되었다.
2012년 요크가 사망한 지 1년 후, 다이아몬드는 《롤링 스톤》에게 "다시 새로운 것을 만드는 것에 대해 흥분된다"고 말했고, 2013년 7월 〈Humberto Vs the New Reactionaries (Christine and the Queens Remix)〉를 발표했다.

## 사생활
1993년, 다이아몬드는 영화, 텔레비전, 뮤직 비디오 감독인 탐라 데이비스와 결혼했지만, 그들은 그 이후로 법적으로 별거했다. 그들은 그룹 베리 나이스 펄슨을 만든 데이비스 다이아몬드와 스카일러 다이아몬드라는 두 자녀를 두고 있다. 그들은 브루클린의 코블 힐에 살았다.
그는 센트럴 파크 웨스트에서 자랐고, 이후 브루클린과 트라이베카에서 살았으며, 2016년 현재 캘리포니아주 말리부에 살고 있다.

## 음반 목록
비스티 보이즈
- Licensed to Ill (1986년)
- Paul's Boutique (1989년)
- Check Your Head (1992년)
- Ill Communication (1994년)
- Hello Nasty (1998년)
- To the 5 Boroughs (2004년)
- The Mix-Up (2007년)
- Hot Sauce Committee Part Two (2011년)